# Peperomia insueta
Peperomia insueta är en pepparväxtart som beskrevs av William Trelease. Peperomia insueta ingår i släktet peperomior, och familjen pepparväxter. Inga underarter finns listade i Catalogue of Life.